# 问号
問號（？），用於疑問句結尾。疑問句末尾的停頓，用問號，反問句的末尾，也用問號。其他問號：?!(⁈) / ??(⁇) / !?(⁉)

## 起源
拉丁語，意即問題，簡寫成Qo。將大写字母Q寫在小写字母o上的符號經轉變後便成為現代的問號。
另一說是認為問號起於9世紀，最初是一點並有一條向右上傾的曲線（.～，但曲線的右部分較高）。該點表示句子的終結，好像句號一般。曲線表示聲調的提昇，可能和早期的音樂記號有所結合。

## 變體
西班牙語自18世紀後便有這個用法：問句除了結尾要有問號之外，起首時要有倒問號「¿」。不過，這種格式在追求便捷的網絡聊天中通常略去。
1580年代，反問問號出現，用於反問句尾。它是一般問號的反轉，其開口不是朝向前面的句子。這個用法於1600年代消失。
疑問驚嘆號是驚嘆號和問號的結合。
阿拉伯語由於文字是由右寫至左；因此問號方向與一般的問號顛倒，寫作；虽然希伯来语也是从右往左书写，但问号仍旧用开口朝左的“?”。
希腊语中的问号是类似于分号的（U+037E），但和英语的分号“;”（U+003B）是不同的。

## 電腦

### 字元
問號（?）是Unicode和ASCII字元63或0x003F / U+003F。
全形問號（？）在 U+FF1F：
- 台港澳和日本標準為置中，如，直排時亦然
- 中國大陸標準為靠左下，如；直排時則靠右上，Unicode 4.1增加配合中國大陸寫法之「垂直問號（PRESENTATION FORM FOR VERTICAL QUESTION MARK），U+FE16」「︖」[3]，以兼容 GB 18030。
- 另有「小問號（SMALL QUESTION MARK）」U+FE56，源自 CNS 11643／Big5。

而倒問號（¿）則為Unicode字元U+00BF（十進位191），在微軟Windows內透過按Alt鍵不放在九宮數字鍵盤鍵入0191打出，也可以透过按住Ctrl+Alt+Shift+?打出，或將語系設成西班牙文，打「=」。在X11，連續打兩個?會得出倒問號。在macOS中，按住⇧ Shift與⌥ Option後，再按/可打出。

### 編程語言
- ?是大多数程序设计语言的条件运算符?:的部分。
- 在正規表示式，?表示之前的字元可以出現1或0次。
- 在Ruby，字元前加?會傳回該字元的ASCII值，例如?a會傳回97

### 其他
在很多軟體中，會以「?」表示該字元不在程式的字集當中。

## 國際象棋
在國際象棋的棋譜，「?」表示劣着，「??」表示不應犯的大誤着。